# Departamento de Estradas de Rodagem AC
Departamento de Estradas de Rodagem AC is een Braziliaanse voetbalclub uit Itapetininga, in de deelstaat São Paulo. De club staat ook bekend als kortweg DERAC. 

## Geschiedenis
De club werd opgericht in 1950. De club speelde vijf seizoenen in de Série A2 van het Campeonato Paulista, de tweede hoogste klasse, maar was voornamelijk actief in de Série A3, waar het tussen 1959 en 1992 23 seizoenen doorbracht. 